# 2006 في تايلاند
فيما يلي قوائم الأحداث التي وقعت خلال عام 2006 في تايلاند.

## سياسة

### انتهاء فترة المنصب
- 19 سبتمبر – تاكسين شيناواترا رئيس وزراء تايلاند.

## رياضة
- 1 يناير – الدوري التايلاندي الممتاز 2006 الفائز بانكوك يونايتد.
- 1 يناير – بطولة آسيا لألعاب القوى داخل الصالات 2006

## وفيات

### مايو
- 1 مايو – أورايرات سوهيمي (مواليد 1968)

### أغسطس
- 13 أغسطس – باياو بونتارات (مواليد 1957) ملاكم تايلاندي.